# إدارة الفضاء الوطنية الصينية
إدارة الفضاء الوطنية الصينية (بالصينية التقليدية: 國家航天局؛ بالصينية المبسطة: 国家航天局)؛ تُختصر (CNSA). هي وكالة الفضاء الوطنية لجمهورية الصين الشعبية وهي الجهة المسؤولة عن برنامج الفضاء الصيني كما تقع على عاتقها مسؤولية تخطيط وتطوير الأنشطة الفضائية. إدارة الفضاء الوطنية الصينية ومؤسسة علوم وتكنولوجيا الفضاء الجوي الصينية هما الجهازان المكلّفان بالجهود والأنشطة المتعلقة بالفضاء والتي كانت مكفُولة سابقاً لوزارة الصناعات الفضائية الجوية.
يقع مقر الوكالة بمقاطعة هايديان في بكين.

## تاريخ
إدارة الفضاء الصينية هي وكالة حديثة، تأسست سنة 1993 نتيجة انقسام وزارة الصناعات الفضائية الجوية إلى إدارة الفضاء الوطنية ومؤسسة علوم وتكنولوجيا الفضاء الجوي. هذه الأخيرة كانت مسؤولة عن الأنشطة السياسة، بينما كانت الأخرى مكلّفة بعملية التنفيذ والتجهيز. هذه التتغيرات
نتج عنها نوعٌ من عدم الرضى، حيث شكلّت هذان المؤسستان الحديثتان سابقاً وكالة كبيرة متحدة، تضم نفس الموظفين ونفس الأطقم الإدارية.
وفي إطار عملية إعادة هيكلة ضخمة سنة 1998، انقسمت مؤسسة علوم وتكنولوجيا الفضاء الجوي إلى عدة شركات صغرى مملوكة من طرف الحكومة.

## رواد الفضاء
اعتباراً من سنة 2013، انطلق 10 روّاد فضاء صينيين إلى الفضاء:
- في جون لونغ
- جينغ هاي بنغ
- ليو بو مينغ
- ليو وانغ
- ليو يانغ
- ني هاي شنغ
- يانغ لي وي
- تشاي تشي غانغ
- وانغ يا بينغ
- تشانغ شياو قوانغ

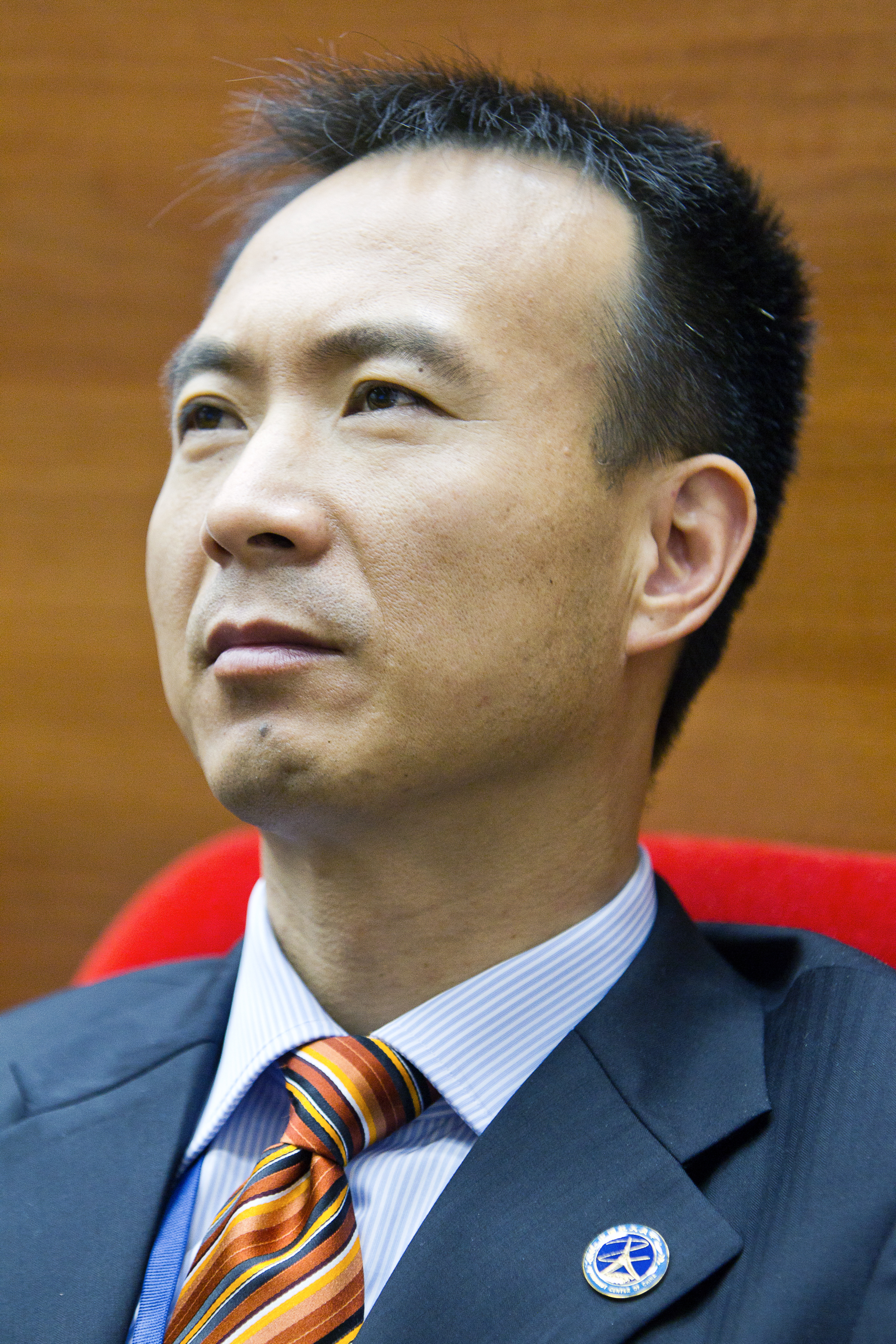
في جون لونغ (费俊龙)
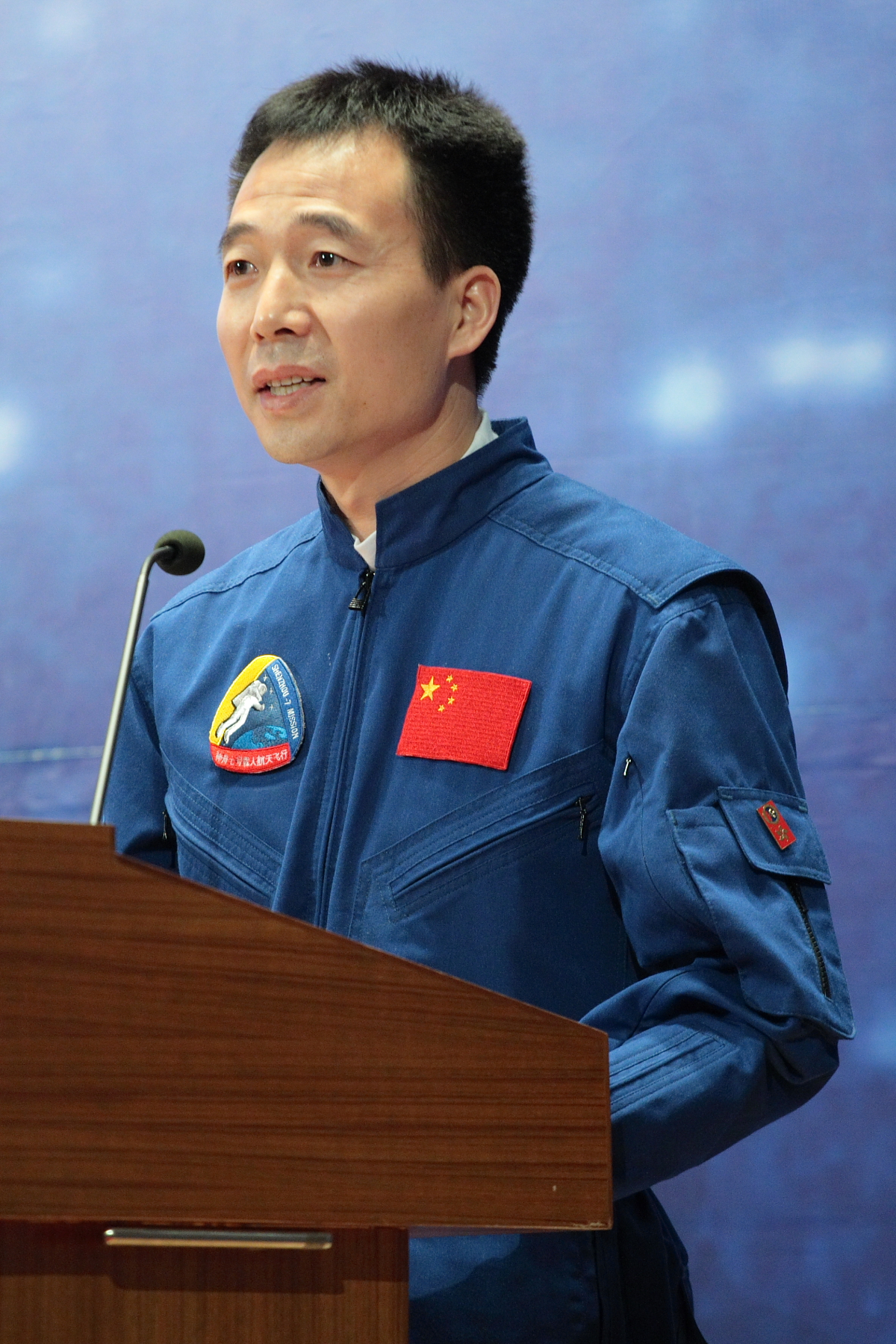
جينغ هاي بنغ(景海鹏)
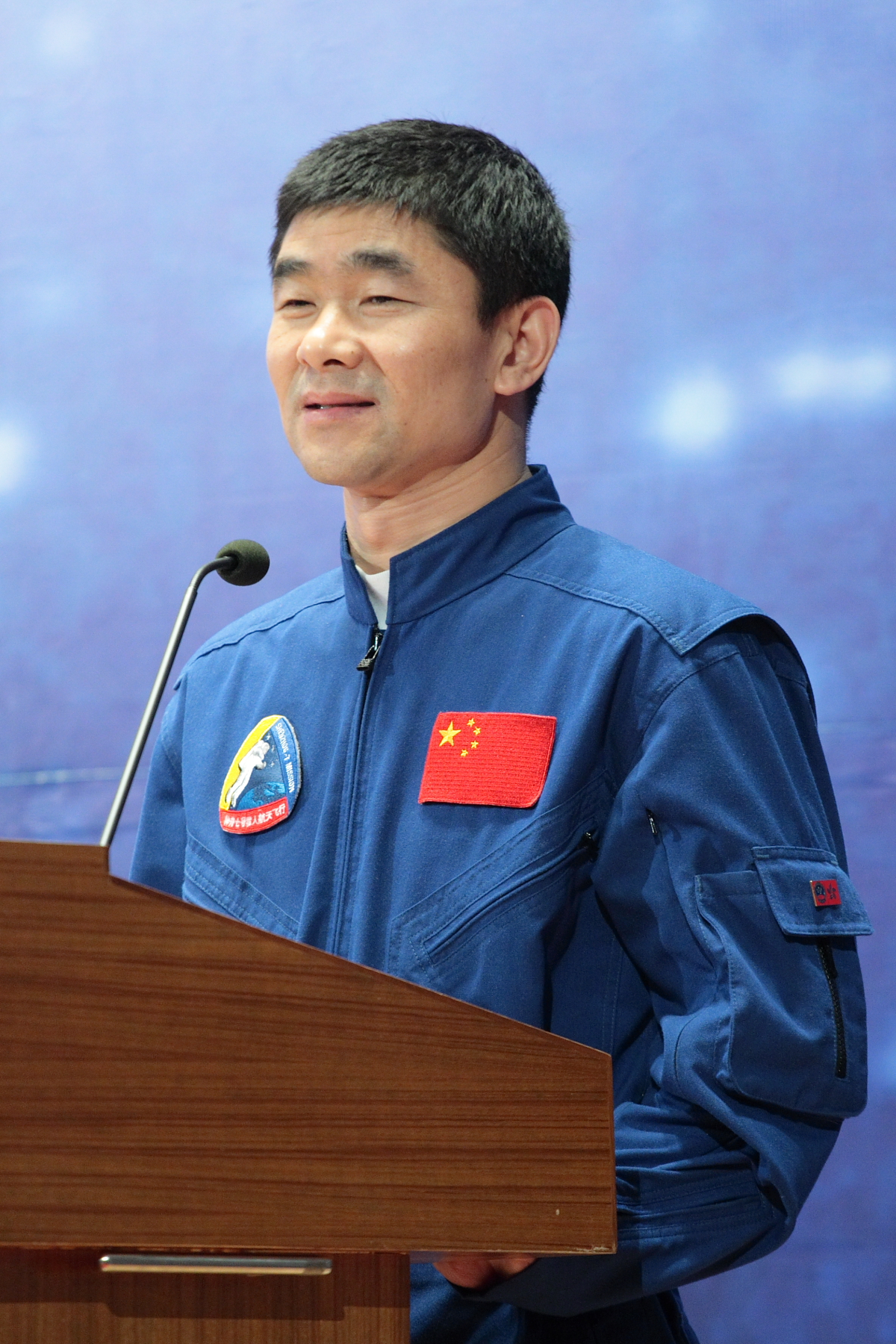
ليو بو مينغ (刘伯明)
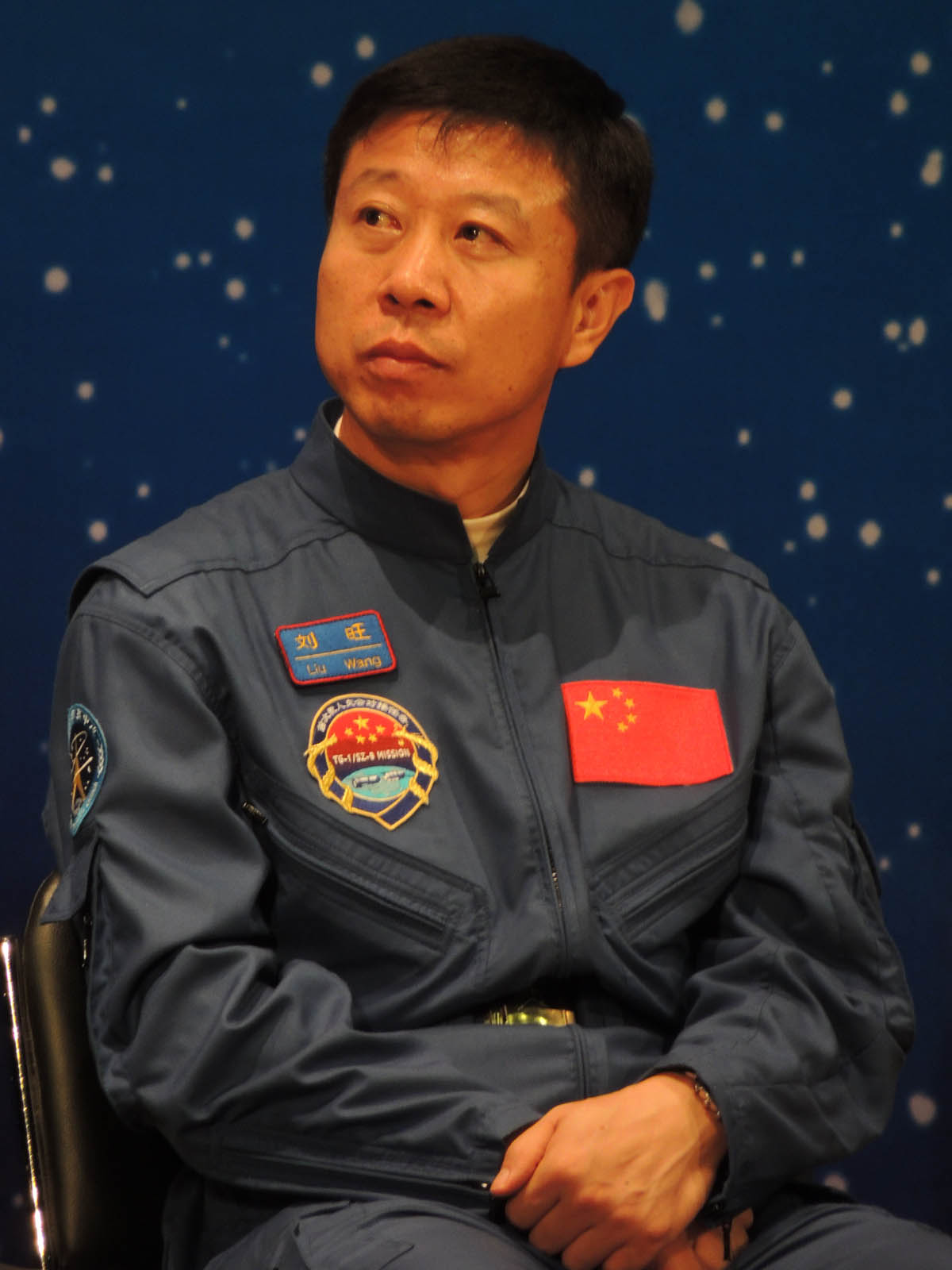
ليو وانغ (刘旺)
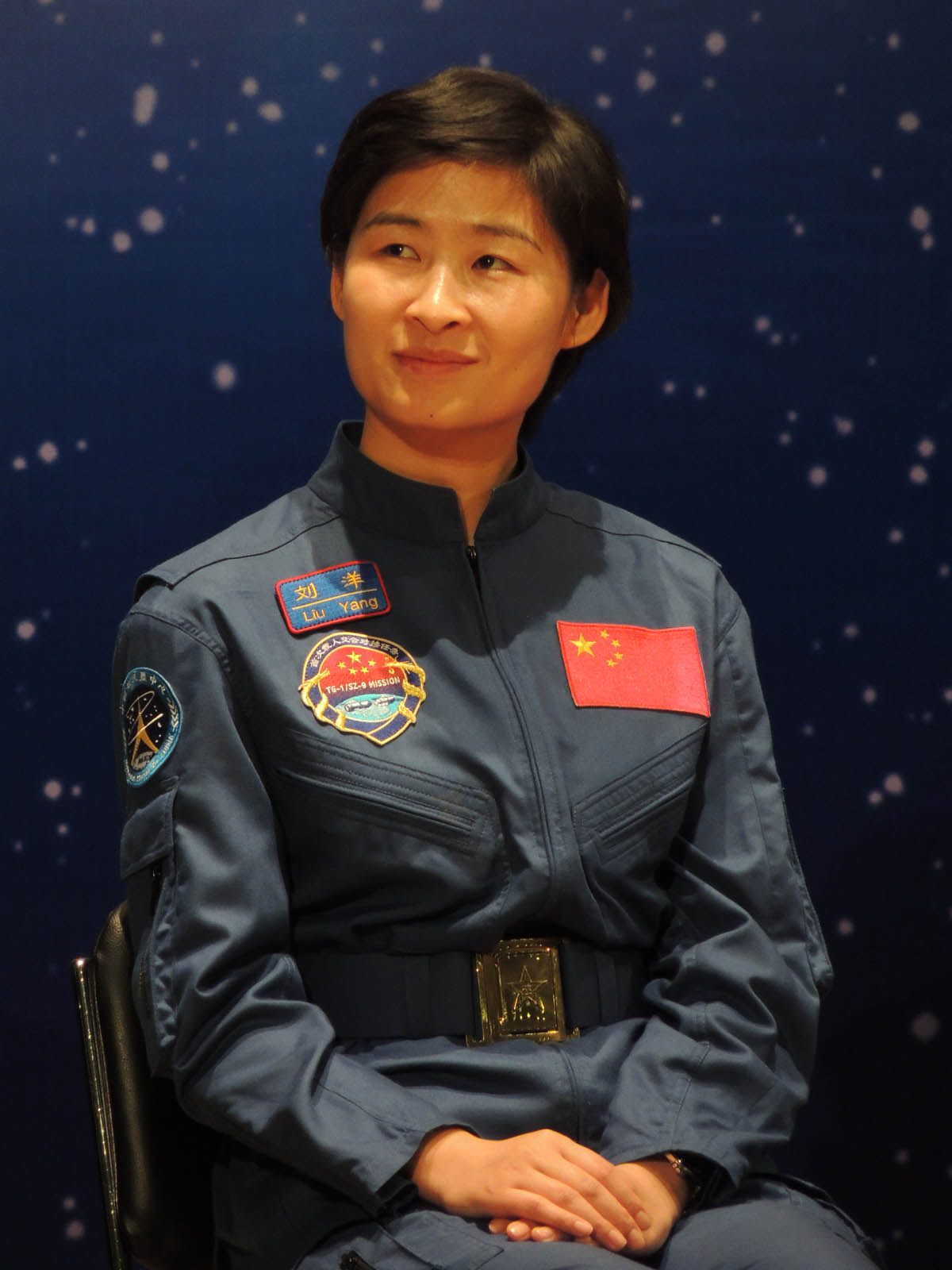
ليو يانغ (刘洋)
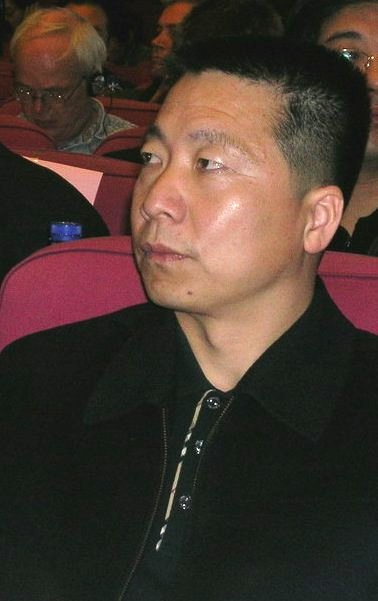
يانغ لي وي (杨利伟)
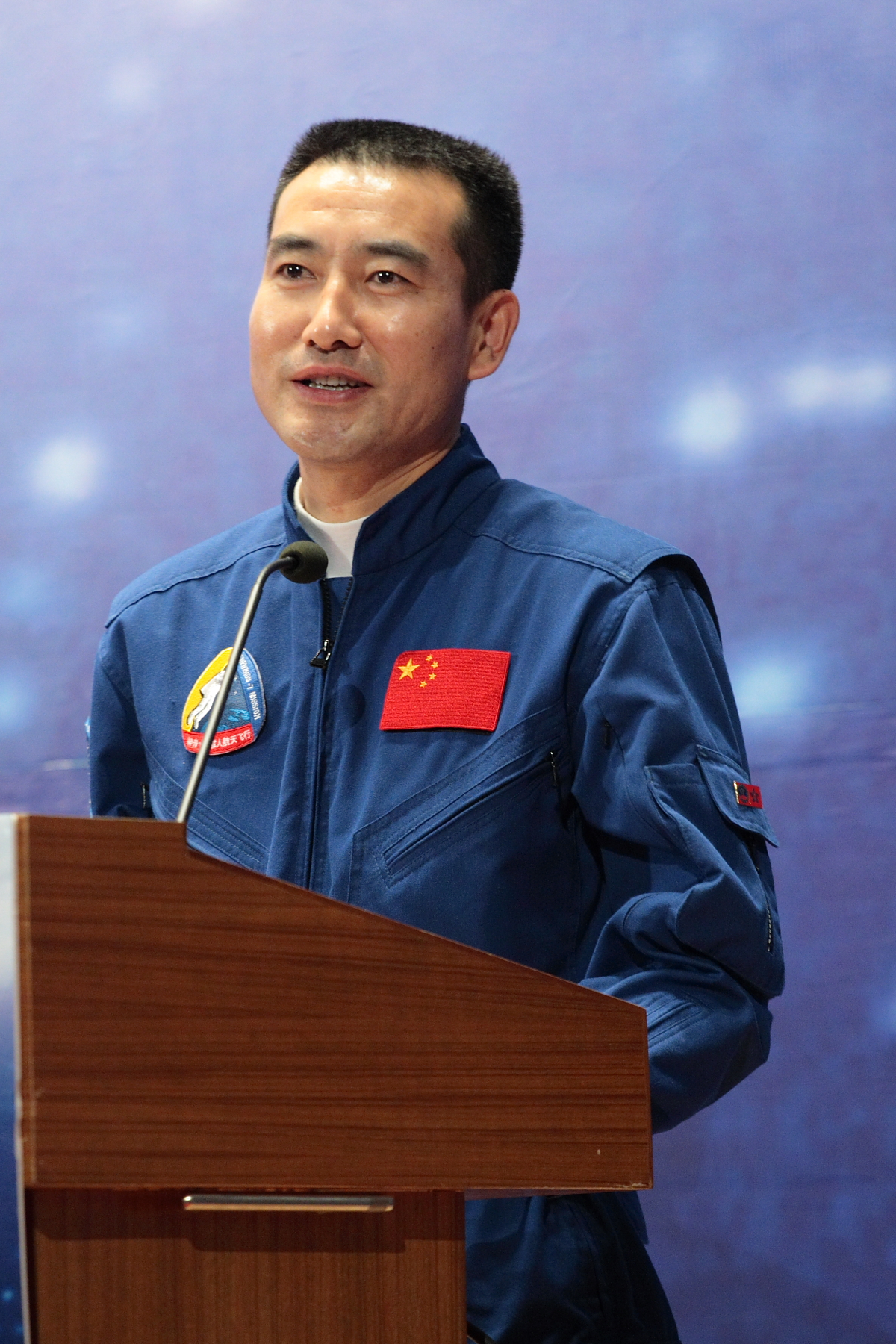
تشاي تشي غانغ (翟志刚)

## الإدارة
المدير الحالي لوكالة الفضاء الصينية هو «شو دا تشي»، وتم تعيينه في ديسمبر 2013. نائب المدير هو «وو يان هوا» و«تيان يولونغ» هو السكرتير العام.
- أبريل 1993: ليو جيوان
- أبريل 1998: لوان إنجي
- 2004: سون لايان
- يونيو 2010: شِن كيوفا[7]
- مارس 2013: ما شِن غري[8]
- ديسمبر 2013: شو داتشي[6]

## أقسام الوكالة
تشتمل إدارة الفضاء الوطنية الصينية على أربعة أقسام رئيسية:
- قسم التخطيط العام
- قسم هندسة النظام
- قسم العلوم والتقنية والتحكم بالجودة
- قسم العلاقات الخارجية

## اقرأ أيضا
- تيانجونغ 2
- تشانغ إي-3

## وصلات خارجية
- الموقع الرسمي